# RP-1

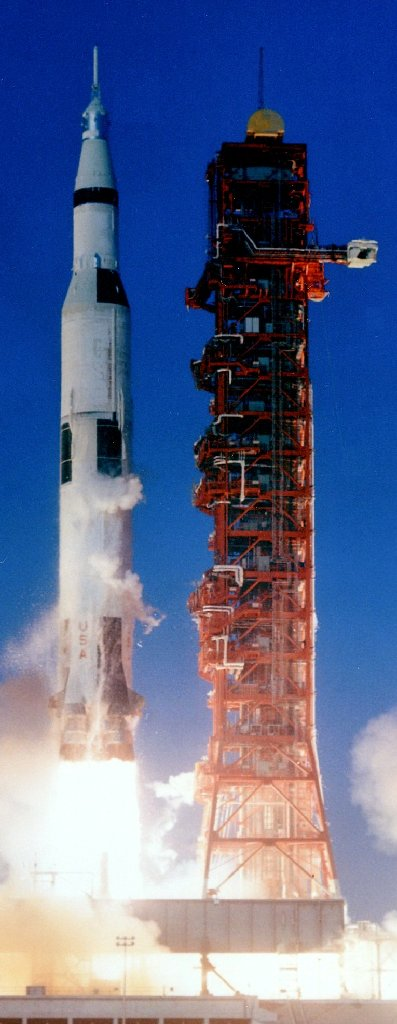
Apollo 8, Saturn V: 810.700 L RP-1, 1.311.100 L LOX

RP-1 (acrônimo do inglês Refined Petroleum 1 - Querosene Refinada 1) é um combustível usado nos motores propulsores dos foguetes espaciais. RP-1 é derivado do petróleo e é semelhante à querosene , tem um cheiro muito característico. Geralmente é oxidado por oxigênio líquido (LOX), com o qual queima a 3 670 K (3 396,85 °C ou 6 146,33 °F). Foguetes como Atlas, Delta, Molniya, Titan I, Saturno IB, Saturno V, Falcon 9 e Falcon Heavy usavam o RP-1 como combustível nos primeiros ou em todos os seus estágios.